# Let He Who Is Without Sin...
"Let He Who Is Without Sin..." és el setè episodi de la cinquena temporada de la sèrie de televisió de ciència-ficció estatunidenca Star Trek: Deep Space Nine, el 105è de tota la sèrie. Originalment es van emetre en redifusió a partir de l’11 de novembre de 1996. L'episodi va ser dirigit per René Auberjonois i el guió fou escrit per Ira Steven Behr i Robert Hewitt Wolfe.
Ambientada al segle XXIV, la sèrie segueix les aventures a Espai Profund 9, una estació espacial situada prop d'un forat de cuc estable entre els Quadrants Alfa i Gamma de la Via Làctia, prop del planeta Bajor, mentre els bajorans es recuperen d'una brutal ocupació de dècades pels imperialistes cardassians. El Quadrant Gamma acull un imperi hostil conegut com el Domini, governat pels Fundadors que canvien de forma. A les temporades mitjanes de la sèrie, la Federació està amenaçada tant per l'Imperi Klíngon com pel Domini. Aquest episodi té lloc a Risa, un planeta fictici de l'univers Star Trek que és un lloc de vacances popular, amb una actitud oberta envers la sexualitat i un sofisticat sistema de control meteorològic. En aquest episodi, els membres de la tripulació de Deep Space Nine, Jadzia Dax i Worf, que estan involucrats romànticament, visiten Risa durant un moment difícil de la seva relació, on Worf s'involucra en un moviment en oposició a les comoditats de Risa. Vanessa Williams és l'estrella convidada com a Arandis, la directora social d'un complex turístic de Risan.
El títol de l'episodi prové de l'ensenyament de dona adúltera a l'Evangeli de Joan. La seva estrena va tenir 6,78 milions d'espectadors.

## Argument
La relació de Worf amb Jadzia Dax arriba a un punt difícil, i ell planeja parlar dels seus sentiments durant les seves vacances a Risa. Arriben — juntament amb els amics de Dax Julian Bashir, Quark i Leeta — al preciós "Planeta del Plaer" amb clima controlat, i Worf coneix Arandis, la directora social del complex turístic Tembiti Lagoon. Es consterna en saber que Arandis és una antiga amant de Curzon Dax, el predecessor de Jadzia com a amfitrió del simbiont Dax, els records del qual Jadzia comparteix.
Pascal Fullerton, líder dels Nous Essencialistes, un grup decidit a "restaurar les tradicions morals i culturals de la Federació, s'acosta a Worf. Worf assisteix a la manifestació del grup, on Fullerton adverteix que l'enfocament de Risa en el plaer indica que els ciutadans de la Federació s'han debilitat i estaran indefensos si un enemic ataca. Més tard aquella nit, un grup d'Essencialistes vandalitzen el Solàrium Risià. Dax s'adona que l'atac només és una estratagema per convèncer els turistes que són vulnerables.
Aquella nit, Worf acusa Dax de no prendre's seriosament la seva relació. L'endemà, Worf veu Dax amb Arandis i se sent envaït per la gelosia. Li diu a Fullerton que sap com fer fora els hostes de Risa. Poc després, una forta tempesta arriba sense previ avís, posant fi a les activitats a l'aire lliure del complex. Fullerton i Worf revelen que Worf ha muntat un dispositiu d'enllaç ascendent per sabotejar la xarxa meteorològica planetària; Risa experimentarà un clima plujós durant els propers dies. Molts hostes estan furiosos i alguns abandonen el complex. Worf està satisfet, però Fullerton decideix anar un pas més enllà.
Dax acusa Worf de destruir Risa perquè no confia en ella. Revela a contracor que la seva actitud continguda és el resultat d'un incident infantil durant un partit de futbol escolar, en què va matar accidentalment un company d'escola humà. Des de llavors, Worf s'ha sentit obligat a reprimir les seves emocions per por de fer mal a algú altre. Dax comença a entendre-ho, però el moment s'interromp quan un terratrèmol sacseja Risa. Corrent cap a la seu de Fullerton, descobreixen que està utilitzant l'enllaç ascendent per provocar el terratrèmol i expulsar els turistes del planeta. Worf intimida Fullerton perquè li lliuri l'enllaç ascendent i atura els tremolors, recordant-li que la confiança és un altre valor fonamental de la Federació. Un cop la graella meteorològica torna a estar en línia i el clima agradable es restaura, Worf i Dax es preparen per gaudir de la resta de les seves vacances.
Mentrestant, Bashir i Leeta posen fi a la seva relació romàntica mitjançant un costum bajorà anomenat el "Ritu de Separació", i Leeta anuncia que se sent atreta pel germà de Quark, Rom.

## Producció

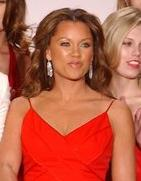
Vanessa L. Williams és l'estrella convidada com a Arandis

L'episodi va ser dirigit pel repartiment habitual de la sèrie, Rene Auberjonois, i escrit per Robert Hewitt Wolfe i Ira Steven Behr.

### Repartiment
L'episodi té diversos actors convidats que interpreten els diversos personatges de Risa. Aquest inclou Monte Markham com a Fullerton, Frank Kopyc com a bolià, i Blake Valk i Zora Dehorter com a risians. El repartiment també inclou Vanessa Williams com a Arandis.
El personatge recurrent Leeta, interpretat per Chase Masterson, també apareix a l'episodi.

## Recepció
Una guia de marató de sèries del 2015 per a Star Trek: Deep Space Nine de Wired recomanava saltar-se aquest episodi. La crítica que fan a aquest episodi és que l'episodi "continua amb la revelació que, ei, sabíeu que els esdeveniments de la vostra infància poden donar forma a la persona en què us convertiu com a adults? És veritat!".
El desembre de 2018, CBR va incloure aquest episodi en una llista d'episodis de Star Trek que són "tan dolents que s'han de veure". Diuen que "el potencial hi era per a la comèdia amb Worf intentant gestionar estar de vacances i Dax escapolint-se". Tanmateix, critiquen el disseny de l'escenari, que diuen que "sembla un complex turístic barat". Diuen que Worf està fora de lloc en aquest episodi i que les baralles entre ell i Jadzia són terribles. En general, el critiquen per "la mala escriptura i la trama estúpida".
El 2018, SyFy va incloure aquest episodi a la seva guia de marató de sèries per a episodis centrats en Jadzia Dax.
El 2019, Screen Rant va classificar aquest episodi com el pitjor dels deu pitjors episodis de Star Trek: Deep Space Nine. Assenyalen que en aquell moment tenia una qualificació de 5,6/10 basada en les classificacions dels usuaris al lloc web IMDB. La seva crítica a l'episodi és que Worf tracta tan malament a Jadzia que "els fans odien que Dax i Worf es reconciliïn al final". El 2019, el van classificar com el tercer pitjor episodi de la franquícia Star Trek basant-se en les classificacions de IMDB. Aquí, l'episodi és criticat per tenir "una història discordant enmig d'un lloc tan exòtic."

## Episodis relacionats
El planeta Risa es va introduir a "Les vacances del capità", un episodi de Star Trek: La nova generació emès el 1990. Risa també apareix a l'episodi de Star Trek: Enterprise "Two Days and Two Nights".